# جی-ایزی
جرالد ارل گیلوم (به انگلیسی: Gerald Earl Gillum؛ زادهٔ ۲۴ می ۱۹۸۹) که بیشتر با نام هنری جی-ایزی (به انگلیسی: G-Eazy) شناخته می‌شود، رپر و تهیه‌کننده موسیقی آمریکایی اهل اوکلند، کالیفرنیا است. این چیزها اتفاق می‌افتد، اولین آلبوم او با ناشری بزرگ بود که در ۲۳ ژوئن ۲۰۱۴ منتشر شد. این آلبوم در رتبه ۳ بیلبورد ۲۰۰ قرار گرفت. دومین آلبوم استودیویی او، زمانی که بیرون تاریک است، در ۴ دسامبر ۲۰۱۵ منتشر شد. این آلبوم شامل تک‌آهنگ "من، خودم و من" بود، تک‌آهنگی که به ۱۰ آهنگ برتر ۱۰۰ آهنگ داغ بیلبورد رسید. سومین و جدیدترین آلبوم استودیویی او، زیبایی به نام لعنتی (The Beautiful & Damned) در ۱۵ دسامبر ۲۰۱۷ منتشر شد.

## حرفه

### آغاز حرفه
جرالد حرفه اش را با آهنگسازی شروع کرد. پس از وارد شدن به هیپ هاپ با هنرمندانی چون لیل بی (Lil B) کار کرد.
در همان سال‌های اولیه عضو گروه هیپ هاپ محلی شان «بی بویز» شد؛ که چند آهنگ در صفحه رسمی مای اسپیس گروهشان منتشر کرد.
در سال ۲۰۱۰، با همکاری با لیل وین و اسنوپ داگ توانست محبوبیت زیادی را بدست آورد.
جی ایزی در آگوست ۲۰۱۱، میکس تیپ " تابستان بی پایان " را از طریق سایت رسمی اش منتشر کرد که مهمترین آهنگ این میکس تیپ، " طفره رفتن سو" (Runaround Sue) نام دارد. این آهنگ در یوتیوب بیش از ۴میلیون بازدید داشت.
در ۲۶ سپتامبر ۲۰۱۲، اولین آلبوم طولانی اش، «باید عالی باشه» (Must Be Nice) را منتشر کرد که رتبه ۳ در بهترین آلبوم‌های هیپ هاپ آیتونز کسب کرد.

### این چیزها پیش میاد، زمانی که بیرون تاریک است
در ۲۳ ژوئن ۲۰۱۴، " این چیزها پیش میاد " را منتشر کرد که در صدر آلبوم‌های هیپ هاپ و آر اند بی بیلبورد قرار گرفت.
سال بعد " زمانی که بیرون تاریک است" (When Its Dark Out) در ۴ دسامبر ۲۰۱۵ منتشر شد. ترک " من، خودم و من" (Me, Myself & I) به عنوان هفتمین ترانه ۱۰۰ آهنگ داغ بیلبورد انتخاب شد.

## زندگی شخصی
پس از فارغ‌التحصیلی از دبیرستان شهر برکلی،جرالد به به نیواورلئان برای حضور در دانشگاه لویولا نقل مکان کرد. او همزمان در کلاس‌های بازاریابی و تولید و کسب و کار نیز ثبت نام کرده بود. در سال ۲۰۱۱ گیلوم از دانشگاه لویولا با مدرک لیسانس در رشته مطالعات صنعت موسیقی فارغ‌التحصیل شد.
او در سال ٢٠١٧ با خواننده محبوب لانا در ری قرار می‌گذاشت و سپس از سال ٢٠١٧ تا ٢٠١٩ با خواننده پاپ آمریکایی هالزی رابطه داشت. آن ها آهنگ Him and I را برای نشان دادن عشقشان و توصیف خودشان و رابطه شان در سال ٢٠١٧ خواندند و سرانجام این رابطه بعد از دوبار جدایی در سال ٢٠١٩ به پایان رسید. آهنگ Had Enough از وی بخشی از رابطه اش را با هالزی بعد از دعوا ها و جدال ها و جدایی توصیف می کند. 

## مسائل حقوقی
در ۲ مهٔ ۲۰۱۸، جیلِم در استکهلم، سوئد به ظنِ ضرب‌وجرح و نگهداری و مصرف مواد مخدر دستگیر شد؛ پس از آن‌که گفته شد به یک مأمور امنیتی مشت زده و در جیب او کوکائین پیدا شد. جیلِم در ۴ مه در دادگاه به «مقاومت خشونت‌آمیز»، «نگهداری مواد مخدر» و «حمله به یک مقام رسمی» اعتراف کرد. او به آزادی مشروط محکوم شد و موظف به پرداخت ۱۰٬۰۰۰ دلار جریمه و ۹۰۰ دلار غرامت به مأمور امنیتی شد که به او حمله کرده بود.
در ۱۳ سپتامبر ۲۰۲۱، او در نیویورک به اتهام ضرب‌وجرح دستگیر و متهم شد. گزارش شد که وی در باشگاه «بوم بوم روم» واقع در هتل استاندارد به دو مرد حمله کرده است.

## ترانه شناسی
مقاله اصلی: آلبوم شناسی جی ایزی

### آلبوم‌ها

#### آلبوم‌های استدیویی
| بیماری همه گیر (The Epidemic LP) - ژوئیه ۲۰۰۹ | باید عالی باشه (Must Be Nice) - سپتامبر ۲۰۱۲ | این چیزها اتفاق می‌افتد (These Things Happen) - ژوئن ۲۰۱۴ | زمانی که بیرون تاریک است (When It's Dark Out) - دسامبر ۲۰۱۵ |

(  The Newest)These Things Happen Too  2021

#### میکس تیپ‌ها
- نقطه اوج (۲۰۰۷) | The Tipping Point
- سیکیز در این سیاره (۲۰۰۹) | Sikkis on the Planet
- قرنطینه (۲۰۰۹) | Quarantine
- بزرگ (۲۰۱۰) | Big
- بیگانه (۲۰۱۱) | The Outsider
- تابستان بی پایان (۲۰۱۴) | The Endless Summer

#### آلبوم‌های چند آهنگه (EPs)
- تازه  (۲۰۰۸) | Fresh
- بینی می‌رود با همراهی سوئیس چریس (۲۰۱۱) | Nose Goes with Swiss Chriss
- باید دومین بار باشه با همراهی کریستف اندرسون (۲۰۱۳) | Must Be Twise with Christoph Andersson
- این چیزها هم اتفاق افتاد با همراهی کریستف اندرسون (۲۰۱۴) | These Things Also Happend with Christoph Andersson

### تک آهنگ‌ها

#### به عنوان خواننده اصلی (Lead Singer)
۲۰۱۲
- دختر کش‌ها - همراه هودی آلن | Lady Killers
- مرلین | Marilyn

۲۰۱۳
- بسیار تنها | Far Alone
- تقریباً مشهور | Almost Famous

۲۰۱۴
- دخترهای تامبلر | Tumblr Girls
- جدی میگم | I Mean It
- خیلی از اون‌ها | Lotta That

۲۰۱۵
- من، خودم و من - همراه بلتا رکسا | Me , Myself & I

۲۰۱۶
- بیشتر سفارش بده - همراه لیل وین و یو گوتی | Order More
- بی مصد پیش رفتن - همراه کریس براون | Drifting
- آمدنش رو دیدم | Saw It Coming

۲۰۱۸
- اون و من

همراه هالزی   him & i

#### به عنوان هنرمند مهمان
۲۰۱۵
- رابطه باهات - همراه پیا میا | Fuck with U
- تو صاحب من نیستی - همراه گریس (خواننده استرالیایی) | You Don't Own Me
- عجیب و غریب همراه کوینکی | Exotic

۲۰۱۶
- Give It Up
- Make Me Oooh همراه بریتنی اسپیرز

#### دیگر آهنگ‌ها
- تصادفی | Random

#### تک آهنگ‌های تبلیغاتی
۲۰۱۵
- یکی از آن‌ها - همراه بیگ شان | One of Them
- نوعی مواد | Some Kind of Drug

## جوایز

### جوایز موسیقی ام‌تی‌وی اروپا
| سال  | نامزدی / اثر | جایزه                     | نتیجه    |
| ---- | ------------ | ------------------------- | -------- |
| ۲۰۱۶ | جی-ایزی      | بهترین هنرمند هیپ-هاپ     | نامزدشده |
| ۲۰۱۷ | جی-ایزی      | هنرمند مورد علاقه هیپ-هاپ | برنده    |